# Maurice Guigue
Maurice Guigue (Arles, 1912. augusztus 4. – Marseille, 2011. február 27.) francia nemzetközi labdarúgó-játékvezető.

## Pályafutása

### Labdarúgóként
Mint játékos nem tudott kiemelkedő teljesítményt nyújtani, ám már játékosként is remekül látott a pályán. Fiatal korában futballozott a Sporting Club Alésien, a Sporting Club d'Orange és a Toulon csapataiban.

### Nemzeti játékvezetés
1942-ben vizsgázott. 1952-ben lett az I. Liga játékvezetője. A nemzeti játékvezetéstől 1962-ben vonult vissza.

### Nemzetközi játékvezetés
A Francia labdarúgó-szövetség Játékvezető Bizottsága (JB) terjesztette fel nemzetközi játékvezetőnek, a Nemzetközi Labdarúgó-szövetség (FIFA) 1954-től tartotta nyilván bírói keretében. A FIFA JB központi nyelvei közül a franciát beszélte. 1962-ben debütált az Anglia – Brazília válogatott mérkőzéssel. Válogatott mérkőzéseinek száma: 20, ennek a kevés számnak az volt az oka, hogy minden külföldi szereplés előtt a hadügyminisztertől kellett engedélyt kérnie. A FIFA JB megbízása esetén szabadsága terhére vezethetett külhonban mérkőzést. A francia nemzetközi játékvezetők rangsorában, a világbajnokság-Európa-bajnokság sorrendjében többedmagával a 8. helyet foglalja el 9 találkozó szolgálatával. Az aktív nemzetközi játékvezetést 1962-ben ferjezte be.

#### Labdarúgó-világbajnokság
A világbajnoki döntőhöz vezető úton Svédországba a VI., az 1958-as labdarúgó-világbajnokságra, valamint Chilébe a VII., az 1962-es labdarúgó-világbajnokságra a FIFA JB játékvezetői szolgálattal bízta meg. Svédországban a három csoportmérkőzés közül kétszer a brazil válogatottnak vezetett. Azt a játékvezetőt, aki a selejtező mérkőzéseken a győzelemre esélyes csapatnak közmegelégedésre vezetett, a FIFA JB játékvezetőket küldő bizottsága rendszeresen megbízza a döntő találkozó vezetésével. A sportsajtó elnevezte "brazil" bírónak, a szakemberek és a pártatlan sajtó egyöntetű megállapítása szerint kitűnően működött. A világbajnokságot követően a brazil futballszövetség vendégszeretetét élvezte. Komoly anyagiakért 3 éves szerződést kínáltak neki a Dél-amerikai profi-bajnoki mérkőzések vezetésére. Munkaköréből eredően nem vállalhatta. Partbíróként az egyik negyeddöntőben tevékenykedett. A hatodik világbajnokság döntőjét 6. európaiként, második franciaként vezethette. Világbajnokságon vezetett mérkőzéseinek száma: 4 + 1 (partbíró).

##### 1958-as labdarúgó-világbajnokság

###### Selejtező mérkőzés
| Időpont           | Helyszín                        | Mérkőzés típusa           | Mérkőzés                   | Partbírók | Eredmény | Nézők száma |
| ----------------- | ------------------------------- | ------------------------- | -------------------------- | --------- | -------- | ----------- |
| 1956. december 5. | Molineux Stadion, Wolverhampton | előselejtező (1. csoport) | Anglia–Dánia               |           | 5 : 2    | 60 000      |
| 1957. április 24. | Olimpiai Stadion, Róma          | előselejtező (8. csoport) | Olaszország–Észak-Írország |           | 1 : 0    | 70 000      |
| 1957. június 23.  | Népstaditon, Budapest           | előselejtező (3. csoport) | Magyarország–Bulgária      |           | 4 : 1    | 60 000      |
| 1958. január 15.  | Ramat Gan Stadion, Tel-Aviv     | UEFA/AFC zónadöntő        | Izrael–Wales               |           | 0 : 2    | 60 000      |

###### Világbajnoki mérkőzés
| Időpont          | Helyszín                         | Mérkőzés típusa        | Mérkőzés                     | Partbírók                     | Eredmény | Nézők száma |
| ---------------- | -------------------------------- | ---------------------- | ---------------------------- | ----------------------------- | -------- | ----------- |
| 1958. június 17. | Városi Stadion, Malmö            | selejtező (1. csoport) | Észak-Írország–Csehszlovákia | Joaquim Campos/Sten Ahlner    | 2 : 1    | 26 000      |
| 1958. június 8.  | Rimnersvallen Stadion, Uddevalla | selejtező (4. csoport) | Brazília–Ausztria            | Albert Dusch/Johan Bronkhorst | 3 : 0    | 25 000      |
| 1958. június 15. | Ullevi Stadion, Göteborg         | selejtező (4. csoport) | Brazília–Szovjetunió         | Birger Nilsen/Carl Jørgensen  | 2 : 0    | 50 000      |
| 1958. június 29. | Råsunda Stadion, Solna           | döntő                  | Svédország–Brazília          | Albert Dusch/Juan Gardeazabal | 2 : 5    | 51 800      |

##### 1962-es labdarúgó-világbajnokság

###### Selejtező mérkőzés
| Időpont        | Helyszín                      | Mérkőzés típusa           | Mérkőzés        | Partbírók | Eredmény | Nézők száma |
| -------------- | ----------------------------- | ------------------------- | --------------- | --------- | -------- | ----------- |
| 1961. május 3. | Hampden Park Stadion, Glasgow | előselejtező (8. csoport) | Skócia–Írország |           | 4 : 1    | 46 696      |

## Sportvezetőként
Pályafutásának végén a délnyugati liga vezetőségének tagja.

## Pozitív sztori
Az 1958-as labdarúgó-világbajnokságot követően Brazíliába kapott meghívást, hogy vezessen bajnoki mérkőzéséket. A CR Flamengo–Botafogo FR mérkőzés végén a közönség tapsa közepette futott egy tiszteletkört. A szövetség, az újságírók maradásra késztették, de Guigen azzal hárította el a további közreműködést, hogy a brazil mérkőzések túlságosan rázósak! Nem biztos, hogy minden mérkőzés vezetése után a nézők tapsának kíséretében kellene tiszteletkőrt futnom.

## Sikerei, díjai
1976-ban a nemzetközi játékvezetés hírnevének erősítése, hazájában 10 éve a legmagasabb Ligában (osztályban) folyamatosan tevékenykedő, eredményes pályafutása elismeréseként, a FIFA JB felterjesztésére az 1965-ben alapított International Referee Special Award címmel és oklevéllel tüntette ki.

## Külső hivatkozások
- Maurice Guigue. World Referee. [2011. március 9-i dátummal az eredetiből archiválva]. (Hozzáférés: 2011. március 2.)
- Maurice Guigue. footballzz.com. (Hozzáférés: 2011. március 2.)
- Maurice Guigue. footballdatabase.eu. (Hozzáférés: 2011. március 2.)
- Maurice Guigue. scoreshelf.com. [2016. március 11-i dátummal az eredetiből archiválva]. (Hozzáférés: 2011. március 2.)
- Maurice Guigue. eu-football.info. (Hozzáférés: 2012. november 26.)
- Maurice Guigue. worldfootball.net. (Hozzáférés: 2011. március 2.)
- Maurice Guigue. fifa.com. (Hozzáférés: 2011. március 2.)